# 許元
許元（989年—1057年），字子春。宣州宣城县人。北宋官员。
許逖之子，以孝谨聞名於乡里。早年为丹阳縣令，後為發運使，官至工部郎中、天章閣待制。嘉佑二年（1057年）卒，年六十九。

## 延伸阅读
[在维基数据编辑]
 《宋史·卷299》，出自脱脱《宋史》